# Gare de Ventas de Irun
Ne doit pas être confondu avec Gare d'Irun, Gare d'Irun Colon, Gare d'Irun Ficoba ou Gare de Bentak.
La gare de Ventas de Irun (Irungo Bentak en basque) est une halte ferroviaire situé dans la commune espagnole d'Irun dans la province de Guipuscoa, communauté autonome du Pays basque.
Elle est desservie par la ligne C-1 du réseau de Cercanías Saint-Sébastien exploitée par la Renfe.

## Situation ferroviaire
La gare se trouve au point kilométrique 637,748 de la ligne à écartement ibérique de Madrid à Hendaye, à 26,26 mètres d'altitude.

## Histoire
La gare, initialement appelée « halte de Ventas », a été inaugurée le 18 octobre 1863 avec la mise en service du tronçon Irun-Saint-Sébastien de la ligne de Madrid à Hendaye. Son exploitation a initialement été confiée à la Compañía de los Caminos de Hierro del Norte de España jusqu'en 1941 où l'entreprise a été intégrée à la Renfe à la suite de la nationalisation du secteur ferroviaire. Depuis le 31 décembre 2004, la gestion de l'infrastructure et de l'exploitation ont été séparées en deux entités distinctes : la ligne appartient à ADIF tandis que la Renfe exploite les trains qui y circulent.

## Service des voyageurs

### Accueil
La gare de Ventas de Irun est une halte composée de deux quais, positionnés le long des voies dans chacune des deux directions. Une passerelle permet de passer d'un quai à l'autre. Des abris sont présents sur les quais afin de protéger les usagers durant l'attente du train.

### Desserte

#### Services de régionaux et de moyenne distance
La gare de Ventas de Irun est desservie chaque jour par les trains Media Distancia de Renfe reliant Irun à Madrid-Chamartín ainsi que les trains Regional Exprés reliant Irun à Vitoria-Gasteiz.

#### Cercanías
La gare est desservie par l'ensemble des trains de banlieue de la ligne C-1 des Cercanías Saint-Sébastien.

### Intermodalité
La gare est en correspondance avec la ligne E2 du réseau Euskotren, reliant Hendaye à Lasarte-Oria, au niveau de la gare voisine de Bentak.